# SoShy
 (mars 2010).
Si vous disposez d'ouvrages ou d'articles de référence ou si vous connaissez des sites web de qualité traitant du thème abordé ici, merci de compléter l'article en donnant les références utiles à sa vérifiabilité et en les liant à la section « Notes et références ».
Deborah Epstein, plus connue sous le nom de SoShy, est une chanteuse et parolière franco-américaine. Elle est née le 14 septembre 1984 à Paris d'un père français d'origine russe, et d'une mère argentine d'origine italienne.

## Biographie
SoShy a déjà écrit pour de nombreux chanteurs européens comme le groupe de pop allemand  Monrose, mais également pour la chanteuse belge Natalia sur son single "Appetite For Love" tiré de l'album double platine "Everything & More". En plus, elle a écrit une chanson pour le chanteur pop/rock américain Chris Cornell sur son album "Scream".
Elle a signé sur le label de Timbaland, Mosley Music Group. Elle apparaît sur "Morning After Dark" accompagné de Nelly Furtado, qui est le premier single de l'album de Shock Value: Volume 2 de Timbaland.
Elle est actuellement sous contrat avec Sphere Musique / Musique eOne. Son premier album Crack The Code est prévu pour le 9 septembre, 2014. Les deux premiers singles  ("Whateva Man" et "City Of Angeles") sont désormais disponibles sur iTunes.

## Discographie

### Album
- 2014 : Crack The Code

### Singles
- 2009 : Dorothy
- 2009 : Morning after dark (Timbaland feat. Nelly Furtado)
- 2010 : Over again
- 2010 : The way i
- 2014 : Whateva man (feat. Novel)
- 2014 : City of angels

## Filmographie

### Télévision
- 1996 : Highlander : Luisa Hidalgo (1 épisode : saison 5, épisode 14)

## Anecdote
Le single Dorothy fait partie de la bande son du jeu de football Fifa 10.